# Medycyna sądowa

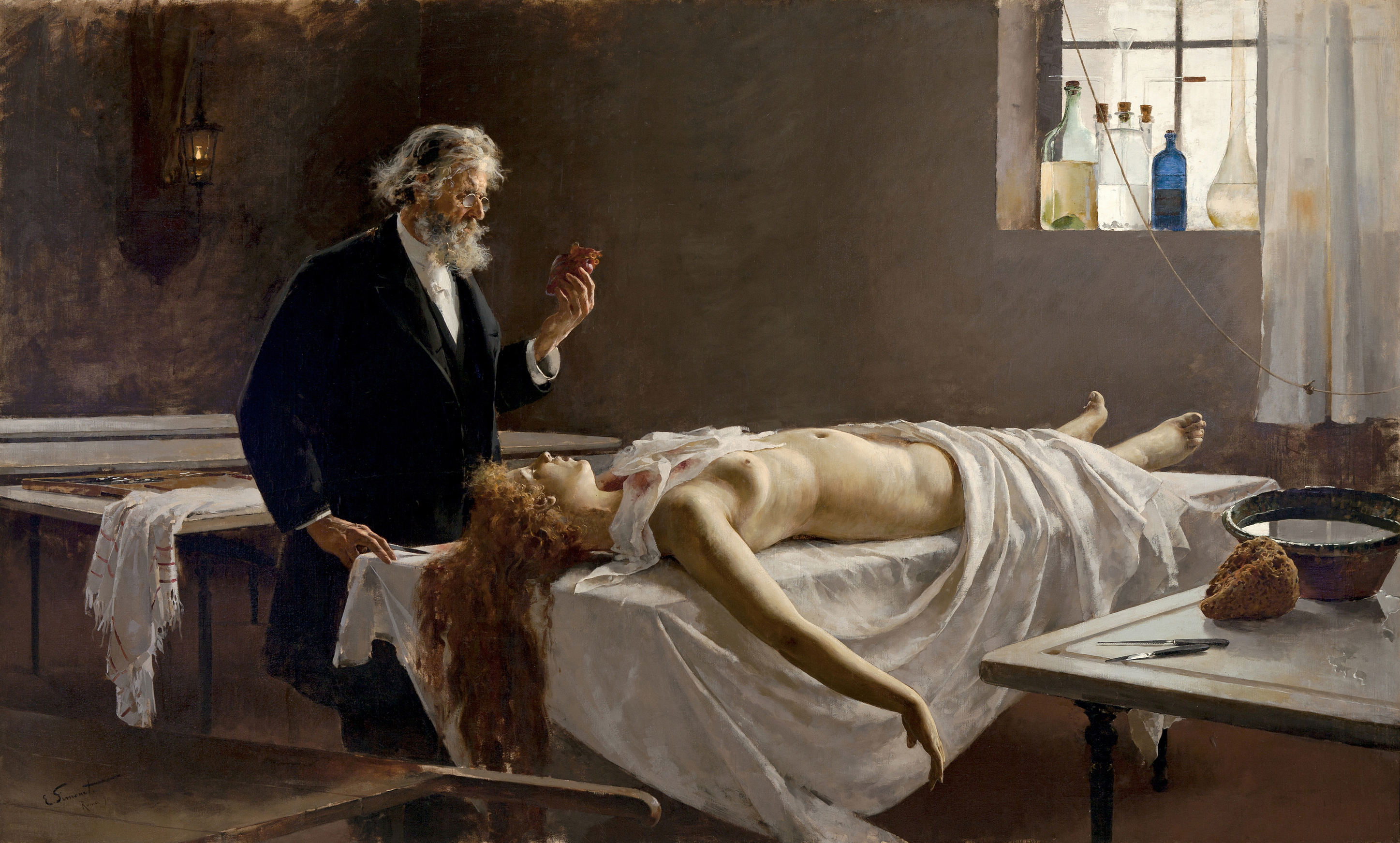
Sekcja zwłok (1890) Enrique Simonet

Medycyna sądowa – dziedzina nauki, a także specjalizacja lekarska zajmująca się wykorzystywaniem wiedzy medycznej i przyrodniczej dla celów prawnych oraz wymiaru sprawiedliwości. Specjaliści medycyny sądowej zajmują się między innymi opiniowaniem o przyczynach i okolicznościach śmierci, zwłaszcza w przypadkach zgonów z przyczyn gwałtownych, wykonywaniem oględzin, sekcji zwłok, badań lekarskich i wydawaniem opinii w sprawach karnych, cywilnych i ubezpieczeniowych, ustalaniem ojcostwa. W Polsce konsultantem krajowym medycyny sądowej od 19 lutego 2020 jest prof. dr hab. Grzegorz Teresiński.
Jej szczegółowe zainteresowania dzieli się na: tanatologię, toksykologię, traumatologię i serohematologię. Medycyna sądowa jest ściśle związana z kryminalistyką, stanowi jeden z jej elementów. Medycy sądowi są pomocni również w dociekaniu prawdy historycznej, są np. obecni przy ekshumacjach zwłok.
Medycyna sądowa jest specjalizacją lekarską inną niż patomorfologia.